# اسنلینگ (کالیفرنیا)
اسنلینگ (به انگلیسی: Snelling) یک منطقهٔ مسکونی در ایالات متحده آمریکا است که در شهرستان مرسد، کالیفرنیا واقع شده‌است. اسنلینگ ۱٫۴۰۰ کیلومتر مربع مساحت و ۲۳۱ نفر جمعیت دارد و ۷۸ متر بالاتر از سطح دریا واقع شده‌است.